# Mehrdad Mohammadi
Pour les articles homonymes, voir Mohammadi.
Mehrdad Mohammadi, né le 29 septembre 1993 à Téhéran, est un footballeur iranien qui évolue au poste d'ailier à Tractor.

## Biographie
Originaire de Kashmarz (en), un petit village dans la province de Qazvin, Il est le frère jumeau de Milad Mohammadi.

### Carrière

#### En club
Passé par plusieurs clubs de la première division iranienne, Mehrdad Mohammadi rejoint le Desportivo Aves en mai 2019.
Le 21 juillet 2020, il met fin à son contrat le club ayant connu de graves difficultés, entraînant une absence de payement de salaire pendant 3 mois.
Il est alors annoncé très proche de l'AS Saint Etienne ou encore du Celtic, mais choisissant finalement de rejoindre l'Al-Arabi SC, club de Doha évoluant dans la première division du Qatar.
Sous l'égide de Heimir Hallgrímsson — le sélectionneur historique de l'Islande — il fait partie des joueurs les plus en vue de son équipe, marquant notamment un triplé en championnat le 10 avril 2021 contre l'Al-Sailiya SC.

#### En sélection
En 2016 il fait partie de l'équipe iranienne olympique qui joue le Championnat d'Asie des moins de 23 ans, ayant valeur de qualification pour les Jeux olympiques 2016, et où l'Iran s’incline en quart de finale, contre le Japon.
Il fait ses débuts en équipe senior le 10 octobre 2019 contre le Cambodge lors d'un match de qualification pour la Coupe du monde 2022.

## Palmarès
| Sepahan Ispahan - Coupe du golfe Persique - Vice-champion : 2018-19 |